# Joodtrichloride
Joodtrichloride is een interhalogeenverbinding met als brutoformule ICl3. Het is een geelbruine vaste stof met een prikkelende geur, die voorkomt als een planair dimeer: I2Cl6. Hierbij dienen twee chlooratomen als brug tussen de joodatomen.

## Synthese
Joodtrichloride kan bereid worden door reactie van di-joodkristallen met vloeibaar chloor bij −70 °C:
{\displaystyle {\ce {I2 + 3Cl2 -> I2Cl6}}}
Het kan ook bereid worden door een overmaat dichloor toe te voegen aan joodmonochloride:
{\displaystyle {\ce {ICl + Cl2 -> ICl3}}}

## Eigenschappen en reacties
Gesmolten joodtrichloride is geleidend voor elektrische stroom, wat erop wijst dat er mogelijk dissociatie optreedt:
{\displaystyle {\ce {I2Cl6 <=> ICl2+ + ICl4-}}}
Joodtrichloride heeft oxiderende eigenschappen. Het reageert hevig met water, onder vorming van zoutzuur, joodmonochloride en waterstofjodaat:
{\displaystyle {\ce {2ICl3 + 3H2O -> 5HCl + ICl + HIO3}}}